# Stylascalaphus obscurus
Stylascalaphus obscurus is een insect uit de familie van de vlinderhaften (Ascalaphidae), die tot de orde netvleugeligen (Neuroptera) behoort. 
Stylascalaphus obscurus is voor het eerst wetenschappelijk beschreven door Westwood in 1847.